# هیستریا جیدا
هیستریا جیدا (به انگلیسی: Histria Giada) یک کشتی است که طول آن ۱۷۹٫۹۶ متر (۵۹۰٫۴ فوت) می‌باشد. این کشتی در سال ۲۰۰۷ ساخته شد.